# Gołogóra (Równina Gryficka)
Gołogóra – wzniesienie o wysokości 36 m n.p.m. na Równinie Gryfickiej, położone w woj. zachodniopomorskim, w gminie Gryfice.
Po zachodniej stronie Gołogóry przebiega linia kolejowa nr 402.
Na północny wschód od wzniesienia leży wieś Brodniki, a na południe leży wieś Baszewice.
Nazwę Gołogóra wprowadzono urzędowo rozporządzeniem w 1949 roku, zastępując poprzednią niemiecką nazwę Galgen Berg.